# 커피콩

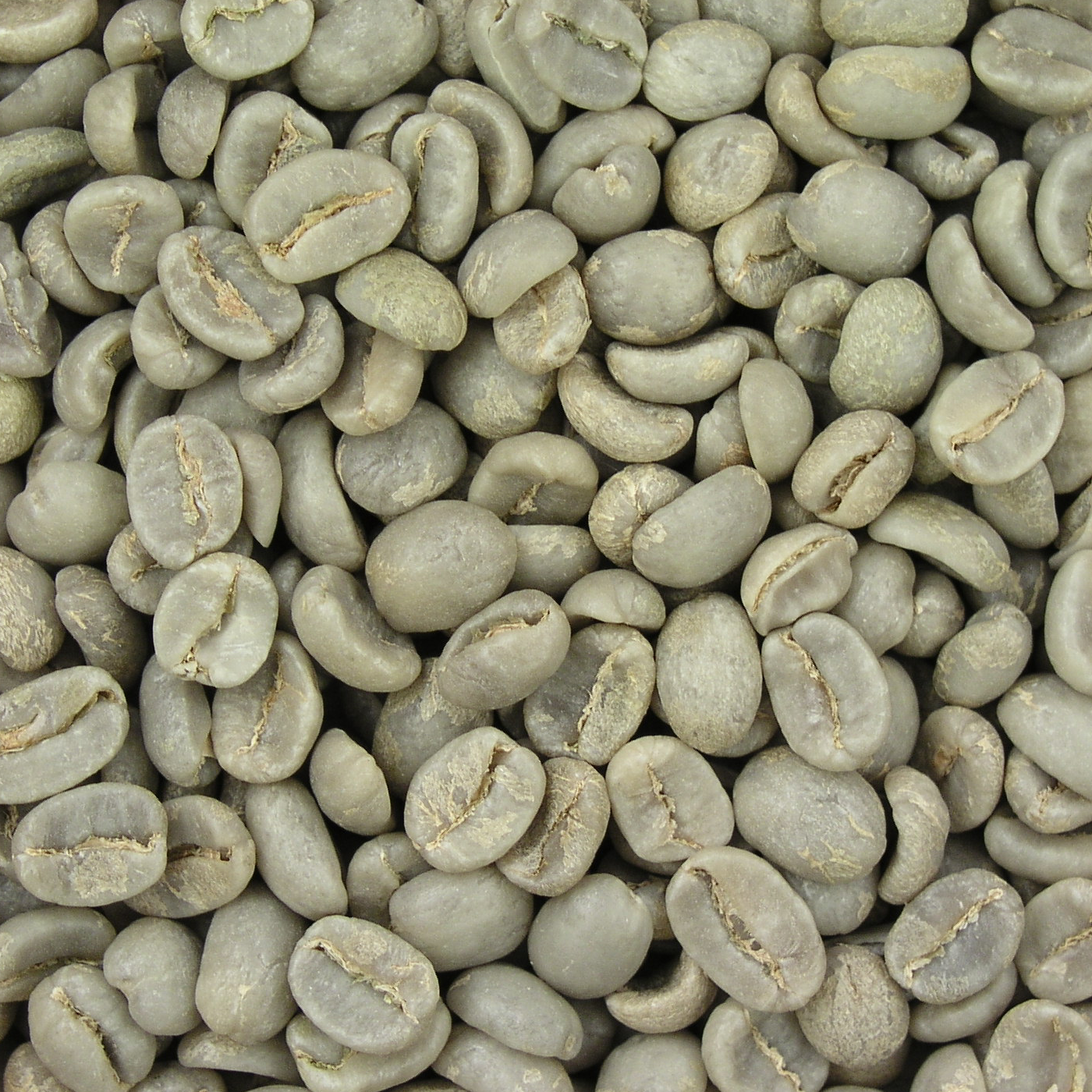
굽지 않은 녹색 커피콩.

커피콩은 커피나무의 씨앗이며 음용 커피의 재료이다. 커피콩은 식물학적으로는 콩이 아니며 관습적으로 부르는 명칭이다. 커피나무의 열매는 붉은 색의 버찌와 비슷한 핵과로서 과육 안에 보통 한 쌍의 씨를 가지고 있다. 두 씨는 평평한 면을 서로 마주하고 있으며, 이 평평한 면의 중앙을 가로지르는 고랑을 가지고 있다. 드물게 두 개의 씨가 하나로 뭉쳐진 경우가 있으며 이를 영미에서는 피베리(peaberry), 독일에서는 진주콩(Perlbohne)이라고 부른다. 커피는 꼭두서니과(Familia Rubiaceae)의 커피속(Genus Coffea)에 속한다.

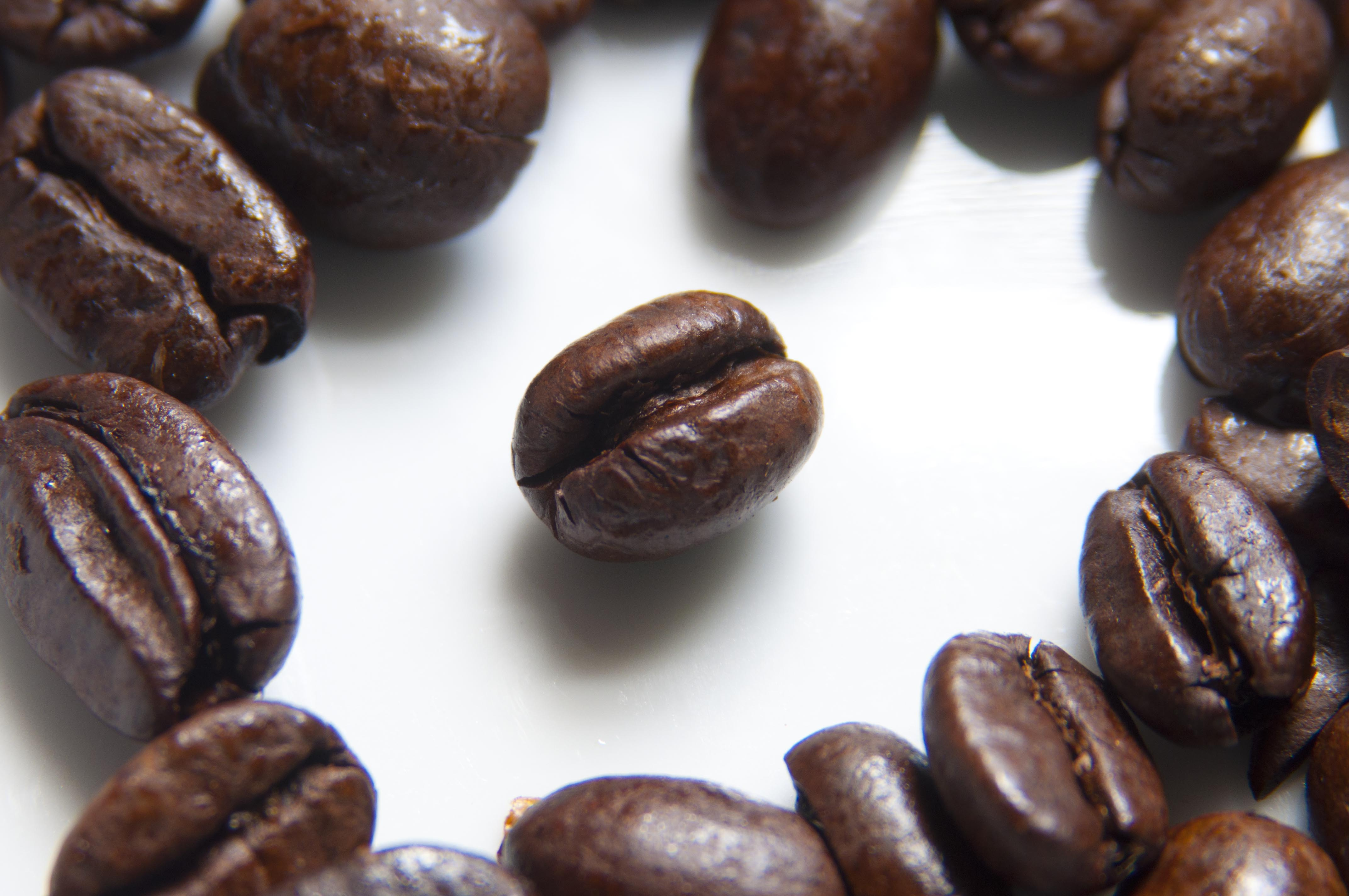
구워낸 커피콩.

경제적으로 가장 중요한 커피나무의 두 종으로는 아라비카와 로부스타가 있다. 전 세계에서 생산되는 커피 중 75~80%가 아라비카이고, 20%가 로부스타이다. 아라비카 콩은 0.8~1.4%, 로부스타는 1.7~4%의 카페인을 함유한다. 커피가 전 세계에서 가장 널리 소비되는 음료수 가운데 하나이므로 커피콩은 주된 현금 작물이자 중요한 수출 작물이며, 일부 개발도상국의 경우 외화 획득률 중 50% 이상을 커피에 의존한다.

## 같이 보기
- 커피나무